# 무라카미 코우헤이
무라카미 코우헤이(1976년 6월 1일 ~)는 일본의 배우이다.

## 이력
가면라이더 555의 쿠사카 마사토 / 가면라이더 카이자 역으로 유명하다.
게이오기주쿠 고등학교에 재학 중이던 1995년, 모델로 스카우트되어 쥬논 슈퍼보이 콘테스트에서 특별상을 수상했고, 이후 내부진학하여 게이오기주쿠대학 경제학부를 졸업했다.
2011년 A-team에서 퇴사 후 예능계에서 은퇴했다가 고민 끝에 2012년 6월 돌체스타로 이적 후 복귀했다.

## 출연작
- 가면라이더 555 - 쿠사카 마사토 / 가면라이더 카이자 역
- 가면라이더 디케이드 - 쿠사카 마사토 / 가면라이더 카이자 역
- 가면라이더 지오 - 쿠사카 마사토 / 가면라이더 카이자 역
- 동물전대 주오저 - 바드 역
- 아바타로전대 돈브라더즈 - 소노야 역